# Dacoromani
Termenul cultura dacoromană se referă la cultura romanizată a Daciei sub stăpânirea Imperiului Roman. 

## Etimologie
Teoria amestecului daco-roman, ca origine pentru poporul român, a fost formulată de primii cărturari români, începând cu Dosoftei din Moldova, în secolul al XVII-lea, urmată la începutul anilor 1700 în Transilvania, prin Biserica Română Unită cu Roma și în Țara Românească, de istoricul Constantin Cantacuzino în Istoria Țării Rumânești dintru început și a continuat să se amplifice în secolele al XIX-lea și al XX-lea.

## Indivizi faimoși
- Maximin Tracul, împărat roman între 235 și 238, posibil de origine carpiană
- Regalianus a fost un uzurpator roman și a devenit el însuși împărat pentru o scurtă perioadă de timp.
- Aureolus a fost un comandant militar roman și ar fi uzurpator împotriva lui Gallienus.
- Galerius, împărat roman între 305 și 311
- Constantin cel Mare (deși mai probabil de origine iliră) a fost un împărat roman care a domnit între 306 și 337 d.Hr., născut în ceea ce a devenit în curând noua Dioceza a Dacie la sud de Dunăre. A fost primul împărat roman care s-a convertit la creștinism.
- Ulpia Severina (fl. secolul III), soția împăratului Aurelian al cărui nomen Ulpius era răspândit în toate provinciile de-a lungul Dunării poate să fi fost din Dacia.[4]
- Leon I, împărat roman de răsărit între 457 și 474